# Disocactus × hybridus

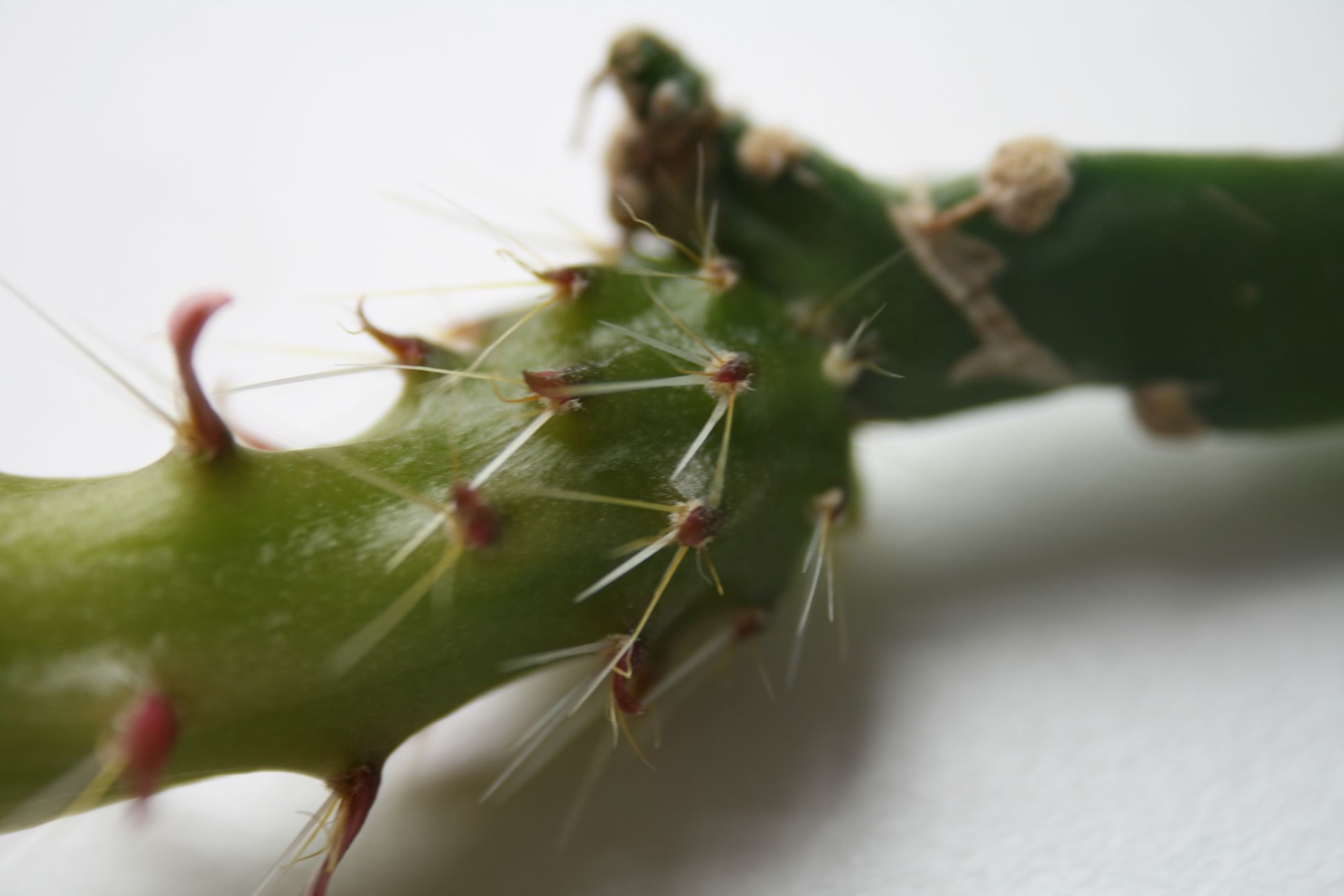
Disocactus × hybridus pericarpiuma

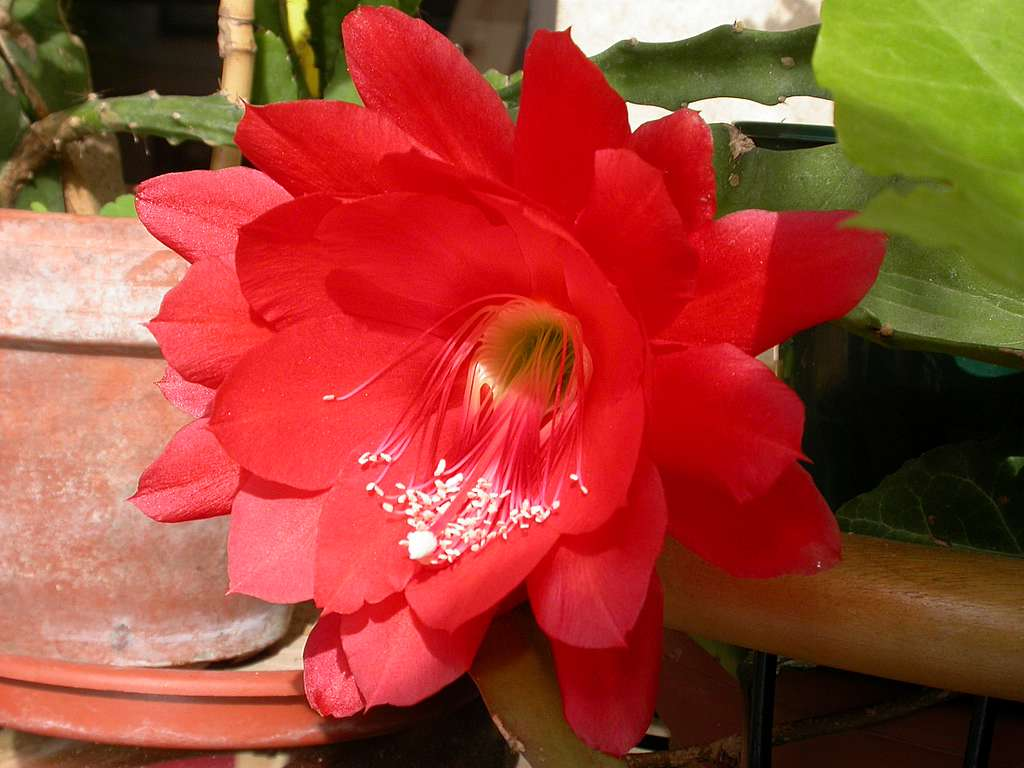
Disocactus × hybridus 'Ackermannii'

A Disocactus × hybridus egy mesterségesen létrehozott hibrid a Disocactus phyllanthoides és a Disocactus speciosus faj között. A legáltalánosabban elterjedt és legközönségesebb Disocactus-hibrid, mely nagyon tág környezeti feltételek mellett képes fennmaradni és virágozni. Története és taxonómiája nagyon összetett, és sokáig összetévesztették a Disocactus ackermannii fajjal.

## Története
A tévedés története 1824-ben kezdődött, amikor George Ackermann egy általa Mexikóból hozott kaktuszhajtást adott át Mr. Tate-nek, aki sikeresen felnevelte, és virágoztatta a növényt. Más növényeket is sikerült felnevelni a Mexikóból származó magokból, melyek új fajnak, és nem hibridnek bizonyultak. Azonban ez a faj hamarosan eltűnt a kultúrából. A 19. század második fele során, amikor a kaktuszok iránti érdeklődés erősen lecsökkent a páfrányok, pálmák, orchideák javára, a kultúrából a Disocactus ackermannii faj is teljesen eltűnt a gyűjteményekből. Nagyjából ebben az időben történt, hogy több kertész is sikeresen keresztezte a rózsaszín virágú Disocactus phyllanthoides-t a vörös virágú Disocactus speciosus-szal, gyönyörű vörös virágú, rövid tövisű növényeket eredményezve. Az újonnan létrejött hibrid növények erőteljesek, életerősek és gazdagon virágzók voltak, majdhogynem minden tartási hibát eltűrtek, és fennmaradtak a gyűjteményekben. Sajnálatos módon Britton és Rose The Cactaceae c. publikációjában összetévesztette ezeket a hibrid eredetű növényeket az eredeti Disocactus ackermannii fajjal, melynek eredeti alakja akkorra már teljesen a feledés homályába veszett. A Britton és Rose által Epiphyllum ackermannii néven leírt növény nem tiszta faj volt, hanem egy hibrid, a csere pedig gyógyíthatatlan zűrzavart eredményezett hosszú évtizedeken át a piros virágú Disocactus formák elnevezésében. 1943-ban Charles Gill fedezte fel újra a Disocactus ackermannii faj eredeti alakját Jalapa közelében hatalmas, szinte megmászhatatlan óriásfák lombkoronájában. Sikerült neki élő egyedeket begyűjteni, így hamar kiderült, hogy ezek a növények nem azonosak a Hawort által leírt Disocactus ’Ackermannii’ növényekkel. A felfedezés után még évtizedekbe telt, mire sikerült tisztázni a két taxon viszonyát, és a Disocactus ’Ackermannii’ formát átkeresztelték Disocactus × hybridus ’Ackermannii’ névre.

## Jellemzői
A növény lapos vagy háromszögletes szárszegmensei gyakran vastagok és erősen szukkulensek. Az areolákon 4–5 mm hosszú barna tövisek fejlődnek, melyek hiányozhatnak a lapított szárakról. Virágai laterálisan fejlődnek a szárak bordáin, tölcsér formájúak (többé-kevésbé), színük narancsszín vagy vörös, ritkán fehér. A bibe lobusai fehérek, és soha sem levendulaszínűek. Mivel a keresztezést a két szülőfaj között sokan, sokszor, sok forma között elvégezték, így a hibrid taxonnak rengeteg formáját hozták létre, melyek közül soknak elveszett az eredete, így ma már nehezen identifikálhatóak formái.

## Változatai
- Ackermannii – narancs vagy vörös virágú növény, kis-közepes méretű virágokkal. Szárai laposak vagy három bordára tagoltak; ez volt a legelső hibrid, és az, melyet sokáig összetévesztettek a Directory of Epiphyllum Society of America névjegyzékében az igazi Disocactus ackermannii fajjal.
- Ackermannii Alba – fehér virágú forma, külső szirmai halvány rózsaszínűek. Az előző forma mutációjának tartják.
- Bollwillerianus – kárminvörös kis-közepes virágú forma.
- Coccineus – vörös, közepes virágméretű növények.
- Curtisii – skarlátszín, közepes virágméretű növények.
- Devauxii – skarlátvörös kis virágú növények.
- Hansei – rózsaszín virágú növény. Tulajdonképpen egy visszakeresztezett forma a Disocactus × hibridus és a Disocactus speciosus között
- Holly Gate – hatalmas virágú forma, virágai mély bordó színűek, közepük vörös, a külső szirmok vörösek-narancssárgák, a belsőbbeknél hosszabbak, a hajtásrendszere felegyenesedő és többnyire három bordás.
- Ignescens – középnagy virágú, mély skarlátvörös forma átfedő belső szirmokkal.
- Jacques Courant – lilásvörös virágú növény, a virágok bázisán vörös foltokkal. A hajtásai erősen viaszosak
- Jenkinsonii - mély narancssárga virágú forma, a belső szirmok közel vízszintes síkban kitárulnak, a virág átmérője a 100 mm-t is elérheti. Areolái csak kevés tövist és rertét hordoznak. Mind lapított, mind háromszögletes szárai is vannak. Britton és Rose a termését is megfigyelte, melyet 25 mm átmérőjű, gömbölyű, bíborszínű bogyónak írtak le.
- Johnson's Beauty – világospiros virágú, a virág közepe narancssárga. A tölcséralkotó szirmok átfednek. Hajtásai lapítottak.
- Lateritius – ismert Speciosissimus Lateritius vagy Superbus Lateritius néven is. Téglavörös virágai vannak
- Loudonii – sárga virágú forma.
- Maidens Erleigh – középnagy, belső lilásrószaszín és külső bíbor színű szirmokkal. Hajtásai három bordásak.
- May Fly – vörös virágú.
- Mexicanus – lazacvörös vagy rózsaszínes-pirosas virágú forma, a tölcsér alján erősebb tónusokkal, a belső szirmai keskenyek. Virágai középnagyok, a növény törékeny, erősen viaszos hajtású. Elképzelhető, hogy mégsem ebbe a taxonba tartozik, mivel mind a Disocactus phyllanthoides, mind a Disocactus speciosus hajtásrendszeréből hiányzik a törékenység.
- Multiflorus – fénylő skarlátvörös, középnagy virágú forma.
- Orange Glow – középnagy, narancssárga virágú forma, sötétebb külső szirmokkal, a virág harang alakú, a szirmok átfednek. A hatásai vékonyak és laposak.
- Rongo – vörös virágú, erősen hasonlít a 'Jenkinsonii' formára.
- Rote Feder – vörös vagy skarlátvörös virágú, a külső szirmoknak bíborszínű szegélye van, a virág középnagy. Minden szirom mélyen bevágott. Lapos és háromszögletes hajtásai is vannak.
- Vandesii – mélyvörös, nagy virágú alak.
- Vitellinus – nincs pontos adat.
- Wee Bea – szolid rózsaszínű virágú forma, a tölcsért alkotó szirmok átfedőek. Erőteljes növésű, lapos hajtású forma.